# Fimbristylis phaeolepis
Fimbristylis phaeolepis är en halvgräsart som beskrevs av Johannes Hendrikus Kern. Fimbristylis phaeolepis ingår i släktet Fimbristylis och familjen halvgräs. Inga underarter finns listade i Catalogue of Life.